# Éderson Alves Ribeiro Silva
Éderson Alves Ribeiro Silva, född 13 mars 1989 i Pentecoste i Ceará, är en brasiliansk fotbollsspelare.
Han vann skytteligan i Campeonato Brasileiro Série A 2013 med 21 gjorda mål.